# Iris von Roten-Meyer
Iris von Roten-Meyer (Basilea, 2 aprile 1917 – Basilea, 11 settembre 1990) è stata una giornalista, scrittrice e avvocato svizzera.
Editrice del giornale femminile Schweizer Frauenblatt dal 1943 al 1945, si ispirava a Simone de Beauvoir. È nota soprattutto per la sua opera femminista Frauen im Laufgitter: il libro ricevette critiche e ostilità così negative, tanto che fu incolpata per la respinta della proposta per il suffragio femminile nel 1959.
Il 6 dicembre 1955, durante il "caso Panthermantel", la von Roten-Meyer fu fermata dalla polizia alle 2 del mattino mentre si recava dal suo analista. Gli agenti di polizia non credevano che lei fosse un avvocato e la portarono alla stazione di polizia, dove fu interrogata per essersi rifiutata di soddisfare le loro domande. In seguito affermò di essere stata arrestata perché indossava pantaloni e quindi la polizia l'aveva scambiata per una prostituta. Sentendosi discriminata, la von Roten-Meyer si rivolse alla stampa per aprire un dialogo a proposito dei diritti delle donne. Questo episodio in parte la ispirò a scrivere il suo controverso libro Frauen im Laufgitter
Il suo libro Frauen im Laufgitter evocò una reazione negativa da parte di uomini e donne. Gli uomini lo vedevano come odio nei confronti dell'uomo e la prendevano in giro, mentre le donne svizzere la consideravano una radicale e la biasimavano per il voto perdente sul suffragio femminile. Credevano in un cambiamento graduale e la consideravano troppo estrema. La figlia della von Roten-Meyer Hortenia fu citata spiegando il rifiuto, dicendo: "Le donne non amano riconoscere e non ammettere volentieri in che pessima situazione si trovino."
Dopo la negativa accoglienza del suo libro, partì per la Turchia per realizzare un sogno d'infanzia e non, come molti credettero, per scappare dalla reazione contraria. Una volta in Turchia si godette la vita, ignorando i tradizionali ruoli di genere.
Dopo la sua breve permanenza in Turchia, tornò in Svizzera e scrisse un libro sui suoi viaggi, ma fu respinta dagli editori. Dopo il suo rifiuto, scelse di continuare a viaggiare.
Iris von Roten-Meyer si suicidò l'11 settembre 1990 all'età di 73 anni. Disse: "Proprio come un ospite deve sapere quando è ora di partire, una persona dovrebbe alzarsi dal tavolo della vita finché c'è ancora tempo".